# داستان‌های هالووین
داستان‌های هالووین (انگلیسی: Tales of Halloween) یک فیلم در ژانر کمدی ترسناک، و اسلشر به کارگردانی نیل مارشال است که در سال ۲۰۱۵ منتشر شد. این فیلم شامل ۱۰ داستان کوتاه از افسانه‌های هالووین می‌باشد.

## بازیگران
- گریس فیلیپس
- بری باستویک
- جان سوج
- پت هیلی
- بوبو استوارت
- لین شی
- کریستینا کلیبه
- گرگ گرانبرگ
- کیر گیلکریست
- جو دانته
- جان لندیس
- آدرین باربو
- لیسا مری
- ساموئل ویتور
- سرینا وینسنت